# Continental Automobile Company
Continental Automobile Company war ein US-amerikanischer Hersteller von Automobilen.

## Unternehmensgeschichte
Das Unternehmen wurde im November 1932 in Grand Rapids in Michigan zur Automobilproduktion gegründet. Es gehörte zum Motorenhersteller Continental Motors Corporation. Der Markenname lautete Continental. 1934 endete die Produktion.
1933 wurden 3310 Fahrzeuge verkauft. 1934 sank die Verkaufszahl auf 953. In der Summe entstanden 4263 Fahrzeuge.

## Fahrzeuge
Die Fahrzeuge waren die Nachfolger der Modelle der Marke De Vaux. Im Angebot standen drei Modelle.
Der Beacon wurde 1933 eingeführt und blieb als einziger bis 1934 im Sortiment. Er hatte einen Vierzylindermotor mit 38 PS Leistung. Der Radstand betrug 258 cm. Zur Wahl standen im ersten Jahr ein zweisitziger Roadster, ein Commercial Coupé sowie zwei- und viertürige Limousinen, wobei es Coupé und Limousinen jeweils in Standard- und Luxusausführung gab. 1934 beschränkte sich das Angebot auf ein Coupé, eine zweitürige Limousine sowie eine viertürige Limousine in Standard- und Luxusausführung. Der Beacon war das zweitbilligste Auto auf dem amerikanischen Markt – nach den Modellen der American Austin Car Company.
Den Flyer gab es nur 1933. Er hatte einen Sechszylindermotor, der 65 PS leistete. Das Fahrgestell hatte 272 cm Radstand. Überliefert sind ein zweisitziger Roadster, ein Commercial Coupé und zwei- und viertürige Limousinen.
Der Ace, den es ebenfalls nur im Modelljahr 1933 gab, war das stärkste und teuerste Modell. Sein Sechszylindermotor leistete 85 PS. Der Radstand betrug 290 cm. Im Angebot standen ein Coupé mit Notsitz sowie fünfsitzige Limousinen in Standard- und Luxusausführung.

## Modellübersicht
| Jahr | Modell | Ausführung | Zylinder | Leistung (PS) | Radstand (cm) | Aufbau                                                             |
| ---- | ------ | ---------- | -------- | ------------- | ------------- | ------------------------------------------------------------------ |
| 1933 | Beacon |            | 4        | 38            | 258           | Roadster 2-sitzig, Commercial Coupé, Limousine 2-türig und 4-türig |
| 1933 | Flyer  |            | 6        | 55            | 272           | Roadster 2-sitzig, Commercial Coupé, Limousine 2-türig und 4-türig |
| 1933 | Ace    |            | 6        | 85            | 290           | Rumble-Seat Coupé, Limousine 5-sitzig                              |
| 1934 | Beacon |            | 4        | 38            | 258           | Coupé, Limousine 2-türig und 4-türig                               |